# Orthochirus scrobiculosus
Orthochirus scrobiculosus – gatunek skorpiona z rodziny Buthidae.
Gatunek ten opisał po raz pierwszy w 1837 roku Adolph Eduard Grube pod nazwą Androctonus scrobiculosus. W rodzaju Butheolus, a później Orthochirus umieścił go Aleksiej Białynicki-Birula.
Skorpion o żółtych do żółtawoszarych nogogłaszczkach, żółtych odnóża oraz czarnych przedodwłoku i zaodwłoku z rudobrązowym telsonem. Czwarty i piąty segment zaodwłoka mają spód punktowany i pozbawiony środkowego żeberka oraz granulacji. Zaodwłok jest łysy, a jego środkowo-grzbietowa część jest gładka. Palce ruchome szczypców mają 9 lub 10 rzędów granulek z 2–5 granulkami dystalnymi. Liczba ząbków grzebieni wynosi 15–18 u samic i 19–20 u samców. Pierwsze człony stóp trzech początkowych par odnóży mają grzebyki ze szczecinek, natomiast te czwartej pary są ich pozbawione.
Pajęczak ten występuje w Kazachstanie, Turkmenistanie, Uzbekistanie, Tadżykistanie, Iranie i Afganistanie. Błędnie podawany był również z Sycylii, Izraela, Egiptu, Dżibuti, Somali i Indii.